# Archinus occupatus
Archinus occupatus är en stekelart som beskrevs av Howard 1897. Archinus occupatus ingår i släktet Archinus och familjen sköldlussteklar.
Artens utbredningsområde är Grenada. Inga underarter finns listade.